# فریس وبستر
فریس وبستر (انگلیسی: Ferris Webster؛ ‏ ۲۹ آوریل ۱۹۱۲ – ۴ فوریهٔ ۱۹۸۹) تدوین‌گر اهل ایالات متحده آمریکا بود. وی بین سال‌های ۱۹۳۹ تا ۱۹۸۲ میلادی فعالیت می‌کرد.
او دانش‌آموختهٔ دانشگاه کالیفرنیای جنوبی و قهرمان دو و میدانی دانشجویی بود.
وی سه مرتبه بابت تدوین فیلم‌های مدرسه اوباش و اراذل (۱۹۵۵)، کاندیدای منچوری (۱۹۶۲) و فرار بزرگ (۱۹۶۳) نامزد دریافت جایزه اسکار بهترین تدوین شد.
از دیگر فیلم‌های او می‌توان به مادام بوواری، سود کم پدر، پدر عروس، هفت روز در ماه مه، دومی‌ها، غریبه دشت‌های بالا، بریزی، تحریم آیگر، جوسی ولز یاغی، دستکش آهنی، برانکو بیلی، فایرفاکس، مرد هانکی‌تانک، تصویر دوریان گری، لی‌لی، سیاره ممنوعه، دختران و طلاق به سبک آمریکایی اشاره کرد.